# Stiepan Apraksin

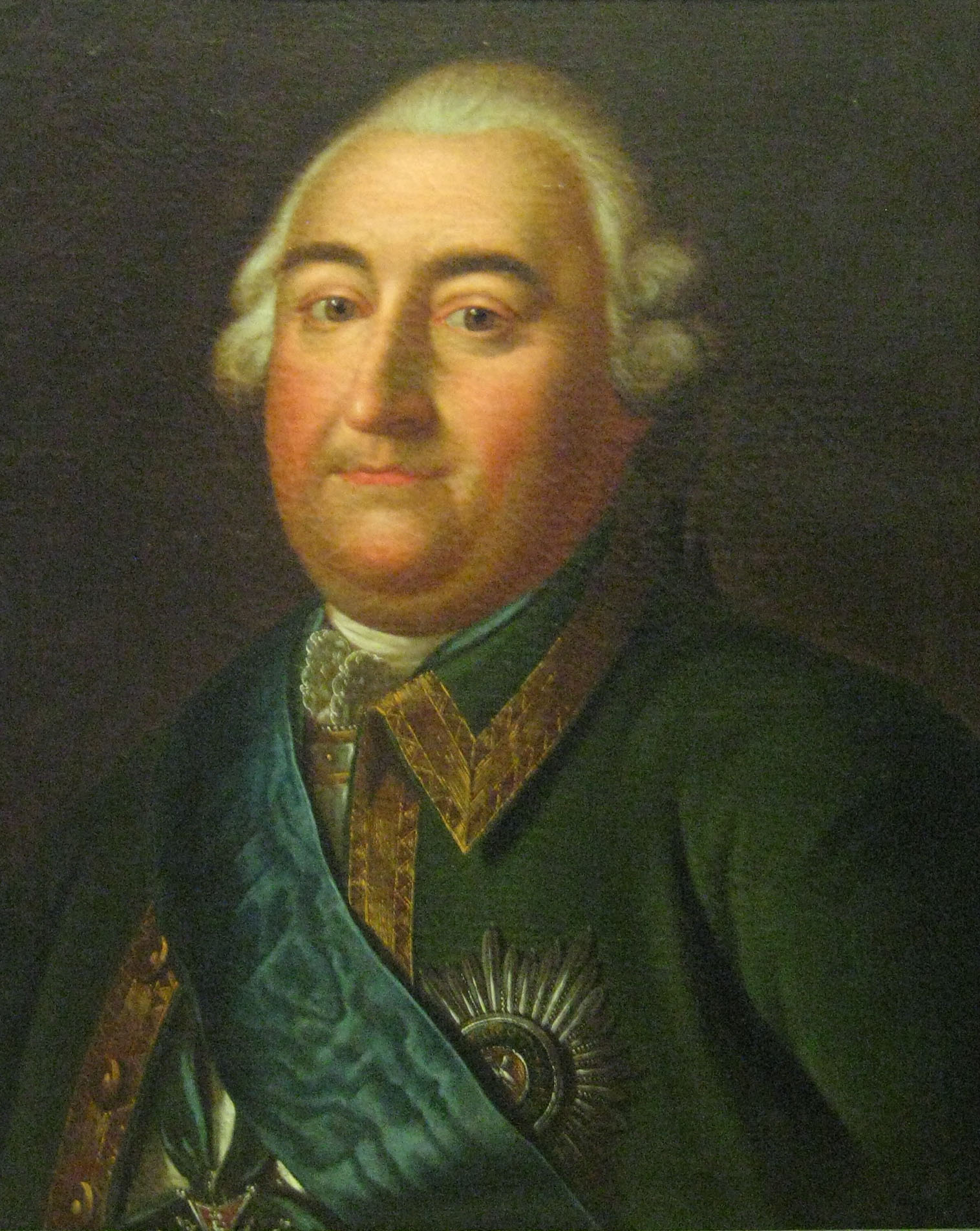
Stiepan Fiodorowicz Apraksin

Stiepan Fiodorowicz Apraksin (ur. 10 sierpnia 1702, zm. 17 sierpnia 1758) – rosyjski Marszałek polny, dowódca armii rosyjskiej w pierwszym roku wojny siedmioletniej. 
Po raz pierwszy odznaczył się w działaniach bojowych w 1737 podczas szturmu Oczakowa, kiedy znajdował się pod komendą Burkharda Münnicha. W 1742 objął funkcję wiceprezydenta Kolegium Wojskowego (odpowiednika ministerstwa wojny). Jako naczelny dowódca sił wysłanych do Prus Wschodnich w trakcie wojny siedmioletniej odniósł 30 sierpnia 1757 zwycięstwo pod Groß-Jägersdorf. Ponieważ nie wykorzystał zwycięstwa i wycofał się za Niemen, odwołano go z pełnionej funkcji, a sprawę przekazano do zbadania komisji. Apraksin nie doczekał zakończenia śledztwa, umierając wcześniej na zawał serca.